# Serenella Andrade
Serenella Andrade (Nápoles, Itália, 18 de Setembro de 1962) é uma jornalista e apresentadora de televisão portuguesa.
É filha do realizador e ex-cantor de ópera Luís Andrade.
Serenella vive em Lisboa, é casada e tem três filhos.
Apresentou o concurso "SMS" e o programa "A Hora da Sorte" na RTP que inclui a extracção dos números da sorte da lotaria da Santa Casa da Misericórdia.
De 2014 a 2020 apresentou e a partir de 2020 passou a narrar o sorteio da Fatura da Sorte, na RTP1.
Atualmente na RTP1, é uma das apresentadoras da cerimónia anual dos Casamentos de Santo António, é narradora do sorteio da Lotaria Clássica, é repórter do programa A Nossa Tarde e apresenta emissões especiais.

## Carreira

### Televisão
| Ano                              | Programa                                      | Notas                                                                                      | Canal |
| -------------------------------- | --------------------------------------------- | ------------------------------------------------------------------------------------------ | ----- |
| 1980                             | Prata da Casa                                 | Assistente                                                                                 | RTP   |
| 1984                             | Um, Dois, Três                                |                                                                                            | RTP   |
| 1986                             | Uma História ao Fim do Dia                    | Contadora de Histórias                                                                     | RTP   |
| 1986 / 1987 / 1996 / 2005 / 2007 | Natal dos Hospitais                           | Apresentadora                                                                              | RTP   |
| 1987 - 1988                      | Deixem Passar a Música                        | Apresentadora                                                                              | RTP   |
| 1989 - 1990                      | Clube dos Subscritores                        | Apresentadora, com Mário Figueiredo e, posteriormente, com Sérgio Figueira                 | RTP   |
| 1991 - 1992                      | Jogo de Cartas                                | Apresentadora                                                                              | RTP   |
| 1992 - 1997                      | Casa Cheia                                    | Apresentadora                                                                              | RTP   |
| 1997                             | Casa de Artistas                              | Apresentadora                                                                              | RTP   |
| 1998                             | Há Horas Felizes                              | Apresentadora, com Nuno Graciano                                                           | RTP   |
| 1998                             | Obrigado por Tudo                             | Apresentadora                                                                              | RTP   |
| 1998 - 1999                      | Santa Casa                                    | Apresentadora                                                                              | RTP   |
| 2000                             | Made in Portugal                              | Apresentadora                                                                              | RTP   |
| 2001                             | Fim de Ano 2001                               | Apresentadora, com Eládio Clímaco                                                          | RTP   |
| 2002                             | À Volta do Mundo                              | Apresentadora, com Júlio Isidro                                                            | RTP   |
| 2002                             | O Primeiro Presente                           | Apresentadora, com Júlio Isidro                                                            | RTP   |
| 2002                             | Viva 2003                                     | Apresentadora, com Júlio Isidro                                                            | RTP   |
| 2003                             | Domingo é Domingo!                            | Apresentadora, com Ricardo Carriço, Isabel Figueira e Daniel Oliveira                      | RTP   |
| 2003 / 2005                      | Praça da Alegria                              | Apresentadora substituta                                                                   | RTP   |
| 2004 - 2005                      | SMS - Ser Mais Sabedor                        | Apresentadora                                                                              | RTP   |
| 2005                             | Falas do Coração                              | Apresentadora, com Júlio Isidro                                                            | RTP   |
| 2006                             | A Caminho dos 50                              | Apresentadora, com Júlio Isidro, Tânia Ribas de Oliveira e Carlos Ribeiro                  | RTP   |
| 2006 - 2014                      | A Hora da Sorte                               | Apresentadora                                                                              | RTP   |
| 2006                             | Lingo                                         | Apresentadora substituta, na ausência de Isabel Angelino                                   | RTP   |
| 2007                             | Portugal Azul                                 | Apresentadora, com Isabel Angelino, João Baião e Carlos Ribeiro                            | RTP   |
| 2008 - 2015                      | Verão Total                                   | Apresentadora                                                                              | RTP   |
| 2008 - 2012                      | Praça da Alegria                              | Repórter                                                                                   | RTP   |
| 2012                             | Sabores de Portugal                           | Repórter                                                                                   | RTP   |
| 2012 - 2015                      | Lisboa em Festa - Casamentos de Santo António | Repórter                                                                                   | RTP   |
| 2012                             | Portugal, da Terra e do Mar                   | Repórter                                                                                   | RTP   |
| 2012                             | Festa de Natal                                | Apresentadora                                                                              | RTP   |
| 2013                             | Portugal no Coração                           | Repórter                                                                                   | RTP   |
| 2013                             | Sabores de Portugal                           | Apresentadora                                                                              | RTP   |
| 2014                             | Portugal no Coração                           | Apresentadora                                                                              | RTP   |
| 2014                             | Prémios Lumen: Gala RTP 57 Anos               | Apresentadora                                                                              | RTP   |
| 2014                             | 5 Km EDP - Lisboa, a Mulher e a Vida          | Apresentadora, com Isabel Angelino e Joana Teles                                           | RTP   |
| 2014 - 2020                      | Fatura da Sorte                               | Apresentadora                                                                              | RTP   |
| 2014 - 2015                      | Agora Nós                                     | Repórter                                                                                   | RTP   |
| 2015                             | 5 Km EDP - Lisboa, a Mulher e a Vida          | Apresentadora/ Repórter                                                                    | RTP   |
| 2015 - 2016                      | Agora Nós                                     | Apresentadora da rubrica "Agora Vamos"                                                     | RTP   |
| 2016 - 2019                      | Agora Nós                                     | Apresentadora da rubrica "Agora, Memórias"                                                 | RTP   |
| 2016 - 2019 / 2022 - presente    | Casamentos de Santo António                   | Apresentadora                                                                              | RTP   |
| 2018                             | All Aboard no Eurovillage                     | Apresentadora                                                                              | RTP   |
| 2019                             | Atletismo: Corrida da Mulher e a Vida         | Apresentadora/ Repórter                                                                    | RTP   |
| 2019                             | Casamentos de Santo António - Apresentação    | Apresentadora, com Isabel Angelino                                                         | RTP   |
| 2019                             | Praça da Alegria                              | Apresentadora da rubrica "Lembro-me tão bem"                                               | RTP   |
| 2020 - 2023                      | Fatura da Sorte                               | Narradora                                                                                  | RTP   |
| 2021                             | 7 Maravilhas da Nova Gastronomia              | Repórter de Exteriores                                                                     | RTP   |
| 2022                             | Casamentos de Santo António - Apresentação    | Repórter de Exteriores                                                                     | RTP   |
| 2022 - presente                  | A Nossa Tarde                                 | Repórter esporádica                                                                        | RTP   |
| 2022                             | Fado Alfama                                   | Apresentadora, com Vanessa Oliveira, José Carlos Malato, Isabel Angelino e Idevor Mendonça | RTP   |
| 2022 - 2023                      | Aqui Portugal                                 | Repórter de Exteriores/ Repórter                                                           | RTP   |
| 2023 - 2025                      | Hora da Sorte                                 | Narradora                                                                                  | RTP   |
| 2024                             | A Nossa Tarde                                 | Apresentadora da rubrica "À Mesa Com Elas", ao lado de Inês Carranca                       | RTP   |
| 2024                             | 241 Anos da Lotaria Nacional                  | Apresentadora                                                                              | RTP   |
| 2024                             | XI Desfile de Bandas Filarmónicas             | Apresentadora, com Vanessa Oliveira e José Carlos Malato                                   | RTP   |
| 2025                             | Lotaria Clássica - Especial Páscoa            | Apresentadora                                                                              | RTP   |
| 2025 - presente                  | A Nossa Tarde                                 | Apresentadora da rubrica "A Nossa Tarde em Casa"                                           | RTP   |

### Rádio
| Ano | Programa | Notas                                                        | Estação |
| --- | -------- | ------------------------------------------------------------ | ------- |
|     | Dunas    | Locutora com Pedro Ferrão e, posteriormente, com João Chaves | RFM     |